# Estació de Fira 1
Fira 1, MNAC o Montjuïc serà una estació de la línia 2 del metro de Barcelona, situada al costat del Museu Nacional d'Art de Catalunya. L'estació estarà equipada amb ascensors i escales mecàniques.
| Metro de Barcelona     |             |       |           |                        |
| Procedència/Destinació | <           | Línia | >         | Procedència/Destinació |
| Aeroport T1            | La Foixarda | obres | Poble Sec | Badalona Pompeu Fabra  |